# Erich Nelson
Pour les articles homonymes, voir Nelson.
Erich Nelson (Berlin 14 avril 1897 - 22 mars 1980 Montreux) est un artiste, dessinateur scientifique et botaniste allemand. Il s'est fait connaître à travers ses plus de 2000 aquarelles et études florales précises et esthétiques sur les orchidées européennes.

## Biographie
Erich Nelson est né à Berlin en 1897, fils du peintre Ernst Nelson. Durant son enfance, il passe beaucoup de temps dans le jardin zoologique. De 1915 à 1918, il fait son service militaire comme ambulancier paramédical. Après la Première Guerre mondiale, il se form comme artiste à Munich, se spécialisant dans l'aquarelle de paysage et l'étude de la végétation. Le 1er avril 1923, il épouse Gerda Kubierschky, la fille du peintre Erich Kubierschky, qui soutient Nelson pendant sa formation. Lors d'un voyage en Italie en 1928, Nelson découvre le monde des orchidées, rencontre qui marque pour toujours sa vie d'artiste, de chercheur et de dessinateur scientifique. C'est ainsi qu'en plus de son travail artistique, il se consacre à l'étude de la botanique avec le Prof. K. von Göpel et Fritz von Wettstein à Munich. En 1931, il publie son premier ouvrage scientifique Die Orchideen Deutschlands und angrenzender Gebiete [Les orchidées d'Allemagne et des régions frontalières].
En raison de ses origines juives, il doit quitter l'Allemagne avec sa femme Gerda en 1933 et après une escale dans le Tyrol du Sud, il trouve sa deuxième patrie en Suisse, à Chernex-sur-Montreux. Lors de sa fuite, il trouve du soutien auprès d'un bon ami, le professeur Walther Rytz de Berne. Après de nombreux voyages dans la région méditerranéenne, une inlassable activité picturale et des études intensives de la littérature (entre autres à l'Institut géobotanique Rübel à Zurich), il publie entre 1954 et 1976 ses quatre œuvres principales Gesetzmässigkeiten der Gestaltwandlung im Blütenbereich. Ihre Bedeutung für das Problem der Evolution, Gestaltwandel und Artbildung erörtert am Beispiel der Orchideen Europas und der Mittelmeerländer, insbesondere der Gattung Ophrys, Monographie und Ikonographie der Orchidaceen-Gattungen Serapias, Aceras, Loroglossum, Barlia et "Monographie und Ikonographie der Orchidaceen-Gattung Dactylorhiza. En 1967, l'Université de Lausanne lui décerne un doctorat honorifique pour ses deux premiers travaux scientifiques remarquables.
Erich Nelson moeurt dans un tragique accident de la circulation le 22 mars 1980, laissant derrière lui un grand nombre de dessins, d'études et d'aquarelles inédits. Afin de préserver l’œuvre artistique de son mari et de la rendre accessible à la postérité, son épouse Gerda Nelson fonde en 1988 la Fondation Dr. h.c.. Erich Nelson sous la juridiction du Canton de Berne, qu'elle désigne unique héritière de l'ensemble du patrimoine de la famille Nelson. Gerda Nelson, première présidente de la Fondation, meurt en 1990 sans que le Conseil de Fondation n'ait pris ses fonctions. Le dernier ouvrage de Nelson est publié en 2001 à titre posthume par le Conseil de fondation sous le titre Erich Nelson – Persönlichkeit und Lebenswerk aus heutiger wissenschaftlicher Sicht, mit Publikation seines Bildwerks der Gattung Orchis.

## L'artiste
Erich Nelson était à la fois un artiste et un dessinateur scientifique En tant qu'artiste, il a habilement illustré la beauté de la nature avec ses aquarelles de paysage dans le style de l'impressionnisme. En tant que dessinateur scientifique, Erich Nelson a cependant été capable de documenter les orchidées européennes avec des dessins exacts. Grâce à ses dessins, il a correctement documenté scientifiquement l’évolution de la morphologie florale des différentes espèces d'orchidées et a ainsi montré que les orchidées peuvent varier considérablement en couleur et en forme au sein d'une espèce. Aujourd'hui, les analyses d'ADN dans le domaine de la spéciation permettent de reproduire partiellement les résultats de ses dessins. Aujourd'hui encore, le dessinateur scientifique est irremplaçable pour ce type de documentation, car ni l'ordinateur ni la photographie ne sont capables de guider l'œil humain précisément vers les propriétés importantes d'un objet. En ce qui concerne la qualité de ses œuvres, le professeur Heinrich Zoller compare Nelson avec les peintres végétaux les plus célèbres des XVIIIe et XIXe siècles tels que Georg Dionysius Ehret, Redouté et les frères Bauer[9] Ses œuvres sont conservées aux Archives de l'Etat du canton de Berne.

## Quelques publications
- 1968, Monographie und Ikonographie der Orchidaceen-Gattungen Serapias, Aceras, Loroglossum, Barlia: Tafeln, vol. 2, éd. E. Nelson
- 1962, Gestaltwandel und Artbildung erörtert am Beispiel der Orchidaceen Europas und der Mittelmeerländer insbesondere der Gattung Ophrys mit einer Monographie und Ikonographie der Gattung Ophrys: Textband, 249 pp.
- 1931, Erich Nelson & Hermann Fischer, Die Orchideen Deutschlands und der angrenzenden Gebiete, illustrations d'Erich Nelson, 48 pp.

## Hommages
- (Orchidaceae) Deiregyne nelsonii (Greenm.) Burns-Bal.[1]